# Семедо
Семедо (лат. Semedo) — вариант шахмат, предположительно изобретённый Алвару Семеду.

## История
Некоторыми историками шахмат вообще оспаривается существование таких шахмат. Предположительно изобретены католическим миссионером в Китае, Алвару Семеду. Впоследствии другие католические миссионеры в Китае сообщали об особых китайских шахматах под названием «семедо». Описание этой игры на латыни приведено в книге, изданной в 1694 в Англии.

## Правила
Этот вариант шахмат весьма мало похож на обычные сянци, игра ведётся на доске 5 × 8, соответственно на 40 клетках, доска в семедо имеет следующее сходство с доской в сянци — на обеих досках вертикали длиннее горизонталей. Полем в семедо служит квадрат, а не точка. Однако некоторые фигуры напоминают таковые в сянци, например учёный (literatus) вероятно аналог советника. Поскольку эти фигуры стоят на тех же местах, что и телохранители (советники), по обе стороны от короля, количество их, двое, совпадает с числом телохранителей, кроме того обозначаются сходным по смыслу иероглифом. Также есть фигура под названием ракета, ракетные фейерверки были известны китайцам к тому времени уже сотни лет. Эта фигура напоминает гибрид пушки и ладьи, исходные позиции ракеты и пушки похожи, численность этих фигур в семедо и сянци совпадает, также по две. Иероглиф «пушка» имеет варианты «петарда, ракета фейерверка». При этом ходит и бьёт как ладья, и лишь шахует и матует как пушка. О короле сказано следующее: «король не наступает». Возможно, что король не движется вообще, и его исходный квадрат является для него тем же, что и дворец в сянци. А вот кони и пешки ходят как в сянци, но, учитывая, что реки нет, не ясно как последние передвигаются по противоположной стороне доски. Ломаная линия начального строя пешек отчасти напоминает начальную расстановку в бирманских шахматах.
Начальная расстановка в семедо (♔ ♚ — короли, ♕ ♛ — учёные, ♘ ♞ — кони, ♙ ♟ — пешки, ◬ ⟁ — ракеты):
| 8 | ♞ | ♛ | ♚ | ♛ | ♞ |
| 7 | ⟁ | ♟ | ♟ | ♟ | ⟁ |
| 6 | ♟ |   |   |   | ♟ |
| 5 |   |   |   |   |   |
| 4 |   |   |   |   |   |
| 3 | ♙ |   |   |   | ♙ |
| 2 | ◬ | ♙ | ♙ | ♙ | ◬ |
| 1 | ♘ | ♕ | ♔ | ♕ | ♘ |
|   | A | B | C | D | E |